# Toma de Chihuahua (1865)
La Toma de Chihuahua de 1865 tuvo lugar el 15 de agosto de 1865 durante la Segunda Intervención Francesa en México. El general Augustin Henri Brincourt, con las tropas francesas a su mando, se apodera de la ciudad de Chihuahua.  